# Clara Holst
Clara Holst (Kristiania, 1868. június 4. – Oslo, 1935. november 15.) német származású norvég nyelvész és filológus. Apai nagyanyja az orvos Frederik Holst (Axel Holst testvére), édesanyja a német állampolgár Anna Mathilde Charlotte Flemming volt. Oktatott amerikai egyetemeken is, női jogi úttörő is volt.